# Alu元件
Alu元件（英語：Alu element）是人类基因组中一组散在分布的相关序列，每个长约300bp。单个成员的每个末端上有Alu（藤黄节杆菌的缩写）限制酶的切割位点，并由此命名。在灵长类的基因组中存在着大量不同种类的Alu元件。事实上，Alu元件是人类基因组中丰度最高的转座元件。它们源于小胞质7SL RNA，后者是信号识别颗粒的成分之一。靈長總目祖先的基因组中发生了7SL RNA成为Alu元件前体的事件。
Alu的插入与若干遗传性人类疾病及多种癌症有关。
对Alu元件的研究对于阐明人类群体遗传学和包括人類演化在内的灵长类进化来说是十分重要的。